# Micrepeira tubulofaciens
Micrepeira tubulofaciens är en spindelart som först beskrevs av Richard Hingston 1932.  Micrepeira tubulofaciens ingår i släktet Micrepeira och familjen hjulspindlar. Inga underarter finns listade i Catalogue of Life.